# Iossif Krikheli
Iossif ou Josif ou Joseph  Mikhaïlovitch Krikheli ou Kricheli (en russe : Крихели, Иосиф Михайлович) est un compositeur d'études et de problèmes d'échecs soviétique né le 10 mai 1931 à Tskhinvali en Ossétie du Sud et mort le 22 septembre 1988 à Soukhoumi en Géorgie. Maître international pour la composition échiquéenne depuis 1971 et Grand maître international pour la composition échiquéenne en 1984, il a publié près de 1 500 compositions dont une cinquantaine d'études. Spécialiste des problèmes multi-coups (mats en plus de cinq coups) et les mats aidés, il est considéré un des plus grands problémistes du vingtième siècle.

## Biographie
Krikheli était mathématicien. En 1988, Il mourut d'une attaque cardiaque lors d'un congrès de compositeurs à Soukhoumi alors qu'il jouait une partie d'échecs en blitz.

## Exemples de compositions
|   | a | b | c | d | e | f | g | h |   |
| 8 | Fou blanc sur case noire f8 · Tour noire sur case noire a7 · Fou noir sur case blanche b7 · Cavalier noir sur case blanche h7 · Pion noir sur case noire f6 · Tour noire sur case blanche g6 · Pion noir sur case blanche h5 · Pion blanc sur case noire b4 · Roi noir sur case noire a3 · Pion blanc sur case noire c3 · Tour blanche sur case noire e3 · Pion noir sur case blanche a2 · Cavalier blanc sur case noire b2 · Cavalier blanc sur case noire a1 · Roi blanc sur case noire c1 · Cavalier noir sur case blanche f1 | Fou blanc sur case noire f8 · Tour noire sur case noire a7 · Fou noir sur case blanche b7 · Cavalier noir sur case blanche h7 · Pion noir sur case noire f6 · Tour noire sur case blanche g6 · Pion noir sur case blanche h5 · Pion blanc sur case noire b4 · Roi noir sur case noire a3 · Pion blanc sur case noire c3 · Tour blanche sur case noire e3 · Pion noir sur case blanche a2 · Cavalier blanc sur case noire b2 · Cavalier blanc sur case noire a1 · Roi blanc sur case noire c1 · Cavalier noir sur case blanche f1 | Fou blanc sur case noire f8 · Tour noire sur case noire a7 · Fou noir sur case blanche b7 · Cavalier noir sur case blanche h7 · Pion noir sur case noire f6 · Tour noire sur case blanche g6 · Pion noir sur case blanche h5 · Pion blanc sur case noire b4 · Roi noir sur case noire a3 · Pion blanc sur case noire c3 · Tour blanche sur case noire e3 · Pion noir sur case blanche a2 · Cavalier blanc sur case noire b2 · Cavalier blanc sur case noire a1 · Roi blanc sur case noire c1 · Cavalier noir sur case blanche f1 | Fou blanc sur case noire f8 · Tour noire sur case noire a7 · Fou noir sur case blanche b7 · Cavalier noir sur case blanche h7 · Pion noir sur case noire f6 · Tour noire sur case blanche g6 · Pion noir sur case blanche h5 · Pion blanc sur case noire b4 · Roi noir sur case noire a3 · Pion blanc sur case noire c3 · Tour blanche sur case noire e3 · Pion noir sur case blanche a2 · Cavalier blanc sur case noire b2 · Cavalier blanc sur case noire a1 · Roi blanc sur case noire c1 · Cavalier noir sur case blanche f1 | Fou blanc sur case noire f8 · Tour noire sur case noire a7 · Fou noir sur case blanche b7 · Cavalier noir sur case blanche h7 · Pion noir sur case noire f6 · Tour noire sur case blanche g6 · Pion noir sur case blanche h5 · Pion blanc sur case noire b4 · Roi noir sur case noire a3 · Pion blanc sur case noire c3 · Tour blanche sur case noire e3 · Pion noir sur case blanche a2 · Cavalier blanc sur case noire b2 · Cavalier blanc sur case noire a1 · Roi blanc sur case noire c1 · Cavalier noir sur case blanche f1 | Fou blanc sur case noire f8 · Tour noire sur case noire a7 · Fou noir sur case blanche b7 · Cavalier noir sur case blanche h7 · Pion noir sur case noire f6 · Tour noire sur case blanche g6 · Pion noir sur case blanche h5 · Pion blanc sur case noire b4 · Roi noir sur case noire a3 · Pion blanc sur case noire c3 · Tour blanche sur case noire e3 · Pion noir sur case blanche a2 · Cavalier blanc sur case noire b2 · Cavalier blanc sur case noire a1 · Roi blanc sur case noire c1 · Cavalier noir sur case blanche f1 | Fou blanc sur case noire f8 · Tour noire sur case noire a7 · Fou noir sur case blanche b7 · Cavalier noir sur case blanche h7 · Pion noir sur case noire f6 · Tour noire sur case blanche g6 · Pion noir sur case blanche h5 · Pion blanc sur case noire b4 · Roi noir sur case noire a3 · Pion blanc sur case noire c3 · Tour blanche sur case noire e3 · Pion noir sur case blanche a2 · Cavalier blanc sur case noire b2 · Cavalier blanc sur case noire a1 · Roi blanc sur case noire c1 · Cavalier noir sur case blanche f1 | Fou blanc sur case noire f8 · Tour noire sur case noire a7 · Fou noir sur case blanche b7 · Cavalier noir sur case blanche h7 · Pion noir sur case noire f6 · Tour noire sur case blanche g6 · Pion noir sur case blanche h5 · Pion blanc sur case noire b4 · Roi noir sur case noire a3 · Pion blanc sur case noire c3 · Tour blanche sur case noire e3 · Pion noir sur case blanche a2 · Cavalier blanc sur case noire b2 · Cavalier blanc sur case noire a1 · Roi blanc sur case noire c1 · Cavalier noir sur case blanche f1 | 8 |
| 7 | Fou blanc sur case noire f8 · Tour noire sur case noire a7 · Fou noir sur case blanche b7 · Cavalier noir sur case blanche h7 · Pion noir sur case noire f6 · Tour noire sur case blanche g6 · Pion noir sur case blanche h5 · Pion blanc sur case noire b4 · Roi noir sur case noire a3 · Pion blanc sur case noire c3 · Tour blanche sur case noire e3 · Pion noir sur case blanche a2 · Cavalier blanc sur case noire b2 · Cavalier blanc sur case noire a1 · Roi blanc sur case noire c1 · Cavalier noir sur case blanche f1 | Fou blanc sur case noire f8 · Tour noire sur case noire a7 · Fou noir sur case blanche b7 · Cavalier noir sur case blanche h7 · Pion noir sur case noire f6 · Tour noire sur case blanche g6 · Pion noir sur case blanche h5 · Pion blanc sur case noire b4 · Roi noir sur case noire a3 · Pion blanc sur case noire c3 · Tour blanche sur case noire e3 · Pion noir sur case blanche a2 · Cavalier blanc sur case noire b2 · Cavalier blanc sur case noire a1 · Roi blanc sur case noire c1 · Cavalier noir sur case blanche f1 | Fou blanc sur case noire f8 · Tour noire sur case noire a7 · Fou noir sur case blanche b7 · Cavalier noir sur case blanche h7 · Pion noir sur case noire f6 · Tour noire sur case blanche g6 · Pion noir sur case blanche h5 · Pion blanc sur case noire b4 · Roi noir sur case noire a3 · Pion blanc sur case noire c3 · Tour blanche sur case noire e3 · Pion noir sur case blanche a2 · Cavalier blanc sur case noire b2 · Cavalier blanc sur case noire a1 · Roi blanc sur case noire c1 · Cavalier noir sur case blanche f1 | Fou blanc sur case noire f8 · Tour noire sur case noire a7 · Fou noir sur case blanche b7 · Cavalier noir sur case blanche h7 · Pion noir sur case noire f6 · Tour noire sur case blanche g6 · Pion noir sur case blanche h5 · Pion blanc sur case noire b4 · Roi noir sur case noire a3 · Pion blanc sur case noire c3 · Tour blanche sur case noire e3 · Pion noir sur case blanche a2 · Cavalier blanc sur case noire b2 · Cavalier blanc sur case noire a1 · Roi blanc sur case noire c1 · Cavalier noir sur case blanche f1 | Fou blanc sur case noire f8 · Tour noire sur case noire a7 · Fou noir sur case blanche b7 · Cavalier noir sur case blanche h7 · Pion noir sur case noire f6 · Tour noire sur case blanche g6 · Pion noir sur case blanche h5 · Pion blanc sur case noire b4 · Roi noir sur case noire a3 · Pion blanc sur case noire c3 · Tour blanche sur case noire e3 · Pion noir sur case blanche a2 · Cavalier blanc sur case noire b2 · Cavalier blanc sur case noire a1 · Roi blanc sur case noire c1 · Cavalier noir sur case blanche f1 | Fou blanc sur case noire f8 · Tour noire sur case noire a7 · Fou noir sur case blanche b7 · Cavalier noir sur case blanche h7 · Pion noir sur case noire f6 · Tour noire sur case blanche g6 · Pion noir sur case blanche h5 · Pion blanc sur case noire b4 · Roi noir sur case noire a3 · Pion blanc sur case noire c3 · Tour blanche sur case noire e3 · Pion noir sur case blanche a2 · Cavalier blanc sur case noire b2 · Cavalier blanc sur case noire a1 · Roi blanc sur case noire c1 · Cavalier noir sur case blanche f1 | Fou blanc sur case noire f8 · Tour noire sur case noire a7 · Fou noir sur case blanche b7 · Cavalier noir sur case blanche h7 · Pion noir sur case noire f6 · Tour noire sur case blanche g6 · Pion noir sur case blanche h5 · Pion blanc sur case noire b4 · Roi noir sur case noire a3 · Pion blanc sur case noire c3 · Tour blanche sur case noire e3 · Pion noir sur case blanche a2 · Cavalier blanc sur case noire b2 · Cavalier blanc sur case noire a1 · Roi blanc sur case noire c1 · Cavalier noir sur case blanche f1 | Fou blanc sur case noire f8 · Tour noire sur case noire a7 · Fou noir sur case blanche b7 · Cavalier noir sur case blanche h7 · Pion noir sur case noire f6 · Tour noire sur case blanche g6 · Pion noir sur case blanche h5 · Pion blanc sur case noire b4 · Roi noir sur case noire a3 · Pion blanc sur case noire c3 · Tour blanche sur case noire e3 · Pion noir sur case blanche a2 · Cavalier blanc sur case noire b2 · Cavalier blanc sur case noire a1 · Roi blanc sur case noire c1 · Cavalier noir sur case blanche f1 | 7 |
| 6 | Fou blanc sur case noire f8 · Tour noire sur case noire a7 · Fou noir sur case blanche b7 · Cavalier noir sur case blanche h7 · Pion noir sur case noire f6 · Tour noire sur case blanche g6 · Pion noir sur case blanche h5 · Pion blanc sur case noire b4 · Roi noir sur case noire a3 · Pion blanc sur case noire c3 · Tour blanche sur case noire e3 · Pion noir sur case blanche a2 · Cavalier blanc sur case noire b2 · Cavalier blanc sur case noire a1 · Roi blanc sur case noire c1 · Cavalier noir sur case blanche f1 | Fou blanc sur case noire f8 · Tour noire sur case noire a7 · Fou noir sur case blanche b7 · Cavalier noir sur case blanche h7 · Pion noir sur case noire f6 · Tour noire sur case blanche g6 · Pion noir sur case blanche h5 · Pion blanc sur case noire b4 · Roi noir sur case noire a3 · Pion blanc sur case noire c3 · Tour blanche sur case noire e3 · Pion noir sur case blanche a2 · Cavalier blanc sur case noire b2 · Cavalier blanc sur case noire a1 · Roi blanc sur case noire c1 · Cavalier noir sur case blanche f1 | Fou blanc sur case noire f8 · Tour noire sur case noire a7 · Fou noir sur case blanche b7 · Cavalier noir sur case blanche h7 · Pion noir sur case noire f6 · Tour noire sur case blanche g6 · Pion noir sur case blanche h5 · Pion blanc sur case noire b4 · Roi noir sur case noire a3 · Pion blanc sur case noire c3 · Tour blanche sur case noire e3 · Pion noir sur case blanche a2 · Cavalier blanc sur case noire b2 · Cavalier blanc sur case noire a1 · Roi blanc sur case noire c1 · Cavalier noir sur case blanche f1 | Fou blanc sur case noire f8 · Tour noire sur case noire a7 · Fou noir sur case blanche b7 · Cavalier noir sur case blanche h7 · Pion noir sur case noire f6 · Tour noire sur case blanche g6 · Pion noir sur case blanche h5 · Pion blanc sur case noire b4 · Roi noir sur case noire a3 · Pion blanc sur case noire c3 · Tour blanche sur case noire e3 · Pion noir sur case blanche a2 · Cavalier blanc sur case noire b2 · Cavalier blanc sur case noire a1 · Roi blanc sur case noire c1 · Cavalier noir sur case blanche f1 | Fou blanc sur case noire f8 · Tour noire sur case noire a7 · Fou noir sur case blanche b7 · Cavalier noir sur case blanche h7 · Pion noir sur case noire f6 · Tour noire sur case blanche g6 · Pion noir sur case blanche h5 · Pion blanc sur case noire b4 · Roi noir sur case noire a3 · Pion blanc sur case noire c3 · Tour blanche sur case noire e3 · Pion noir sur case blanche a2 · Cavalier blanc sur case noire b2 · Cavalier blanc sur case noire a1 · Roi blanc sur case noire c1 · Cavalier noir sur case blanche f1 | Fou blanc sur case noire f8 · Tour noire sur case noire a7 · Fou noir sur case blanche b7 · Cavalier noir sur case blanche h7 · Pion noir sur case noire f6 · Tour noire sur case blanche g6 · Pion noir sur case blanche h5 · Pion blanc sur case noire b4 · Roi noir sur case noire a3 · Pion blanc sur case noire c3 · Tour blanche sur case noire e3 · Pion noir sur case blanche a2 · Cavalier blanc sur case noire b2 · Cavalier blanc sur case noire a1 · Roi blanc sur case noire c1 · Cavalier noir sur case blanche f1 | Fou blanc sur case noire f8 · Tour noire sur case noire a7 · Fou noir sur case blanche b7 · Cavalier noir sur case blanche h7 · Pion noir sur case noire f6 · Tour noire sur case blanche g6 · Pion noir sur case blanche h5 · Pion blanc sur case noire b4 · Roi noir sur case noire a3 · Pion blanc sur case noire c3 · Tour blanche sur case noire e3 · Pion noir sur case blanche a2 · Cavalier blanc sur case noire b2 · Cavalier blanc sur case noire a1 · Roi blanc sur case noire c1 · Cavalier noir sur case blanche f1 | Fou blanc sur case noire f8 · Tour noire sur case noire a7 · Fou noir sur case blanche b7 · Cavalier noir sur case blanche h7 · Pion noir sur case noire f6 · Tour noire sur case blanche g6 · Pion noir sur case blanche h5 · Pion blanc sur case noire b4 · Roi noir sur case noire a3 · Pion blanc sur case noire c3 · Tour blanche sur case noire e3 · Pion noir sur case blanche a2 · Cavalier blanc sur case noire b2 · Cavalier blanc sur case noire a1 · Roi blanc sur case noire c1 · Cavalier noir sur case blanche f1 | 6 |
| 5 | Fou blanc sur case noire f8 · Tour noire sur case noire a7 · Fou noir sur case blanche b7 · Cavalier noir sur case blanche h7 · Pion noir sur case noire f6 · Tour noire sur case blanche g6 · Pion noir sur case blanche h5 · Pion blanc sur case noire b4 · Roi noir sur case noire a3 · Pion blanc sur case noire c3 · Tour blanche sur case noire e3 · Pion noir sur case blanche a2 · Cavalier blanc sur case noire b2 · Cavalier blanc sur case noire a1 · Roi blanc sur case noire c1 · Cavalier noir sur case blanche f1 | Fou blanc sur case noire f8 · Tour noire sur case noire a7 · Fou noir sur case blanche b7 · Cavalier noir sur case blanche h7 · Pion noir sur case noire f6 · Tour noire sur case blanche g6 · Pion noir sur case blanche h5 · Pion blanc sur case noire b4 · Roi noir sur case noire a3 · Pion blanc sur case noire c3 · Tour blanche sur case noire e3 · Pion noir sur case blanche a2 · Cavalier blanc sur case noire b2 · Cavalier blanc sur case noire a1 · Roi blanc sur case noire c1 · Cavalier noir sur case blanche f1 | Fou blanc sur case noire f8 · Tour noire sur case noire a7 · Fou noir sur case blanche b7 · Cavalier noir sur case blanche h7 · Pion noir sur case noire f6 · Tour noire sur case blanche g6 · Pion noir sur case blanche h5 · Pion blanc sur case noire b4 · Roi noir sur case noire a3 · Pion blanc sur case noire c3 · Tour blanche sur case noire e3 · Pion noir sur case blanche a2 · Cavalier blanc sur case noire b2 · Cavalier blanc sur case noire a1 · Roi blanc sur case noire c1 · Cavalier noir sur case blanche f1 | Fou blanc sur case noire f8 · Tour noire sur case noire a7 · Fou noir sur case blanche b7 · Cavalier noir sur case blanche h7 · Pion noir sur case noire f6 · Tour noire sur case blanche g6 · Pion noir sur case blanche h5 · Pion blanc sur case noire b4 · Roi noir sur case noire a3 · Pion blanc sur case noire c3 · Tour blanche sur case noire e3 · Pion noir sur case blanche a2 · Cavalier blanc sur case noire b2 · Cavalier blanc sur case noire a1 · Roi blanc sur case noire c1 · Cavalier noir sur case blanche f1 | Fou blanc sur case noire f8 · Tour noire sur case noire a7 · Fou noir sur case blanche b7 · Cavalier noir sur case blanche h7 · Pion noir sur case noire f6 · Tour noire sur case blanche g6 · Pion noir sur case blanche h5 · Pion blanc sur case noire b4 · Roi noir sur case noire a3 · Pion blanc sur case noire c3 · Tour blanche sur case noire e3 · Pion noir sur case blanche a2 · Cavalier blanc sur case noire b2 · Cavalier blanc sur case noire a1 · Roi blanc sur case noire c1 · Cavalier noir sur case blanche f1 | Fou blanc sur case noire f8 · Tour noire sur case noire a7 · Fou noir sur case blanche b7 · Cavalier noir sur case blanche h7 · Pion noir sur case noire f6 · Tour noire sur case blanche g6 · Pion noir sur case blanche h5 · Pion blanc sur case noire b4 · Roi noir sur case noire a3 · Pion blanc sur case noire c3 · Tour blanche sur case noire e3 · Pion noir sur case blanche a2 · Cavalier blanc sur case noire b2 · Cavalier blanc sur case noire a1 · Roi blanc sur case noire c1 · Cavalier noir sur case blanche f1 | Fou blanc sur case noire f8 · Tour noire sur case noire a7 · Fou noir sur case blanche b7 · Cavalier noir sur case blanche h7 · Pion noir sur case noire f6 · Tour noire sur case blanche g6 · Pion noir sur case blanche h5 · Pion blanc sur case noire b4 · Roi noir sur case noire a3 · Pion blanc sur case noire c3 · Tour blanche sur case noire e3 · Pion noir sur case blanche a2 · Cavalier blanc sur case noire b2 · Cavalier blanc sur case noire a1 · Roi blanc sur case noire c1 · Cavalier noir sur case blanche f1 | Fou blanc sur case noire f8 · Tour noire sur case noire a7 · Fou noir sur case blanche b7 · Cavalier noir sur case blanche h7 · Pion noir sur case noire f6 · Tour noire sur case blanche g6 · Pion noir sur case blanche h5 · Pion blanc sur case noire b4 · Roi noir sur case noire a3 · Pion blanc sur case noire c3 · Tour blanche sur case noire e3 · Pion noir sur case blanche a2 · Cavalier blanc sur case noire b2 · Cavalier blanc sur case noire a1 · Roi blanc sur case noire c1 · Cavalier noir sur case blanche f1 | 5 |
| 4 | Fou blanc sur case noire f8 · Tour noire sur case noire a7 · Fou noir sur case blanche b7 · Cavalier noir sur case blanche h7 · Pion noir sur case noire f6 · Tour noire sur case blanche g6 · Pion noir sur case blanche h5 · Pion blanc sur case noire b4 · Roi noir sur case noire a3 · Pion blanc sur case noire c3 · Tour blanche sur case noire e3 · Pion noir sur case blanche a2 · Cavalier blanc sur case noire b2 · Cavalier blanc sur case noire a1 · Roi blanc sur case noire c1 · Cavalier noir sur case blanche f1 | Fou blanc sur case noire f8 · Tour noire sur case noire a7 · Fou noir sur case blanche b7 · Cavalier noir sur case blanche h7 · Pion noir sur case noire f6 · Tour noire sur case blanche g6 · Pion noir sur case blanche h5 · Pion blanc sur case noire b4 · Roi noir sur case noire a3 · Pion blanc sur case noire c3 · Tour blanche sur case noire e3 · Pion noir sur case blanche a2 · Cavalier blanc sur case noire b2 · Cavalier blanc sur case noire a1 · Roi blanc sur case noire c1 · Cavalier noir sur case blanche f1 | Fou blanc sur case noire f8 · Tour noire sur case noire a7 · Fou noir sur case blanche b7 · Cavalier noir sur case blanche h7 · Pion noir sur case noire f6 · Tour noire sur case blanche g6 · Pion noir sur case blanche h5 · Pion blanc sur case noire b4 · Roi noir sur case noire a3 · Pion blanc sur case noire c3 · Tour blanche sur case noire e3 · Pion noir sur case blanche a2 · Cavalier blanc sur case noire b2 · Cavalier blanc sur case noire a1 · Roi blanc sur case noire c1 · Cavalier noir sur case blanche f1 | Fou blanc sur case noire f8 · Tour noire sur case noire a7 · Fou noir sur case blanche b7 · Cavalier noir sur case blanche h7 · Pion noir sur case noire f6 · Tour noire sur case blanche g6 · Pion noir sur case blanche h5 · Pion blanc sur case noire b4 · Roi noir sur case noire a3 · Pion blanc sur case noire c3 · Tour blanche sur case noire e3 · Pion noir sur case blanche a2 · Cavalier blanc sur case noire b2 · Cavalier blanc sur case noire a1 · Roi blanc sur case noire c1 · Cavalier noir sur case blanche f1 | Fou blanc sur case noire f8 · Tour noire sur case noire a7 · Fou noir sur case blanche b7 · Cavalier noir sur case blanche h7 · Pion noir sur case noire f6 · Tour noire sur case blanche g6 · Pion noir sur case blanche h5 · Pion blanc sur case noire b4 · Roi noir sur case noire a3 · Pion blanc sur case noire c3 · Tour blanche sur case noire e3 · Pion noir sur case blanche a2 · Cavalier blanc sur case noire b2 · Cavalier blanc sur case noire a1 · Roi blanc sur case noire c1 · Cavalier noir sur case blanche f1 | Fou blanc sur case noire f8 · Tour noire sur case noire a7 · Fou noir sur case blanche b7 · Cavalier noir sur case blanche h7 · Pion noir sur case noire f6 · Tour noire sur case blanche g6 · Pion noir sur case blanche h5 · Pion blanc sur case noire b4 · Roi noir sur case noire a3 · Pion blanc sur case noire c3 · Tour blanche sur case noire e3 · Pion noir sur case blanche a2 · Cavalier blanc sur case noire b2 · Cavalier blanc sur case noire a1 · Roi blanc sur case noire c1 · Cavalier noir sur case blanche f1 | Fou blanc sur case noire f8 · Tour noire sur case noire a7 · Fou noir sur case blanche b7 · Cavalier noir sur case blanche h7 · Pion noir sur case noire f6 · Tour noire sur case blanche g6 · Pion noir sur case blanche h5 · Pion blanc sur case noire b4 · Roi noir sur case noire a3 · Pion blanc sur case noire c3 · Tour blanche sur case noire e3 · Pion noir sur case blanche a2 · Cavalier blanc sur case noire b2 · Cavalier blanc sur case noire a1 · Roi blanc sur case noire c1 · Cavalier noir sur case blanche f1 | Fou blanc sur case noire f8 · Tour noire sur case noire a7 · Fou noir sur case blanche b7 · Cavalier noir sur case blanche h7 · Pion noir sur case noire f6 · Tour noire sur case blanche g6 · Pion noir sur case blanche h5 · Pion blanc sur case noire b4 · Roi noir sur case noire a3 · Pion blanc sur case noire c3 · Tour blanche sur case noire e3 · Pion noir sur case blanche a2 · Cavalier blanc sur case noire b2 · Cavalier blanc sur case noire a1 · Roi blanc sur case noire c1 · Cavalier noir sur case blanche f1 | 4 |
| 3 | Fou blanc sur case noire f8 · Tour noire sur case noire a7 · Fou noir sur case blanche b7 · Cavalier noir sur case blanche h7 · Pion noir sur case noire f6 · Tour noire sur case blanche g6 · Pion noir sur case blanche h5 · Pion blanc sur case noire b4 · Roi noir sur case noire a3 · Pion blanc sur case noire c3 · Tour blanche sur case noire e3 · Pion noir sur case blanche a2 · Cavalier blanc sur case noire b2 · Cavalier blanc sur case noire a1 · Roi blanc sur case noire c1 · Cavalier noir sur case blanche f1 | Fou blanc sur case noire f8 · Tour noire sur case noire a7 · Fou noir sur case blanche b7 · Cavalier noir sur case blanche h7 · Pion noir sur case noire f6 · Tour noire sur case blanche g6 · Pion noir sur case blanche h5 · Pion blanc sur case noire b4 · Roi noir sur case noire a3 · Pion blanc sur case noire c3 · Tour blanche sur case noire e3 · Pion noir sur case blanche a2 · Cavalier blanc sur case noire b2 · Cavalier blanc sur case noire a1 · Roi blanc sur case noire c1 · Cavalier noir sur case blanche f1 | Fou blanc sur case noire f8 · Tour noire sur case noire a7 · Fou noir sur case blanche b7 · Cavalier noir sur case blanche h7 · Pion noir sur case noire f6 · Tour noire sur case blanche g6 · Pion noir sur case blanche h5 · Pion blanc sur case noire b4 · Roi noir sur case noire a3 · Pion blanc sur case noire c3 · Tour blanche sur case noire e3 · Pion noir sur case blanche a2 · Cavalier blanc sur case noire b2 · Cavalier blanc sur case noire a1 · Roi blanc sur case noire c1 · Cavalier noir sur case blanche f1 | Fou blanc sur case noire f8 · Tour noire sur case noire a7 · Fou noir sur case blanche b7 · Cavalier noir sur case blanche h7 · Pion noir sur case noire f6 · Tour noire sur case blanche g6 · Pion noir sur case blanche h5 · Pion blanc sur case noire b4 · Roi noir sur case noire a3 · Pion blanc sur case noire c3 · Tour blanche sur case noire e3 · Pion noir sur case blanche a2 · Cavalier blanc sur case noire b2 · Cavalier blanc sur case noire a1 · Roi blanc sur case noire c1 · Cavalier noir sur case blanche f1 | Fou blanc sur case noire f8 · Tour noire sur case noire a7 · Fou noir sur case blanche b7 · Cavalier noir sur case blanche h7 · Pion noir sur case noire f6 · Tour noire sur case blanche g6 · Pion noir sur case blanche h5 · Pion blanc sur case noire b4 · Roi noir sur case noire a3 · Pion blanc sur case noire c3 · Tour blanche sur case noire e3 · Pion noir sur case blanche a2 · Cavalier blanc sur case noire b2 · Cavalier blanc sur case noire a1 · Roi blanc sur case noire c1 · Cavalier noir sur case blanche f1 | Fou blanc sur case noire f8 · Tour noire sur case noire a7 · Fou noir sur case blanche b7 · Cavalier noir sur case blanche h7 · Pion noir sur case noire f6 · Tour noire sur case blanche g6 · Pion noir sur case blanche h5 · Pion blanc sur case noire b4 · Roi noir sur case noire a3 · Pion blanc sur case noire c3 · Tour blanche sur case noire e3 · Pion noir sur case blanche a2 · Cavalier blanc sur case noire b2 · Cavalier blanc sur case noire a1 · Roi blanc sur case noire c1 · Cavalier noir sur case blanche f1 | Fou blanc sur case noire f8 · Tour noire sur case noire a7 · Fou noir sur case blanche b7 · Cavalier noir sur case blanche h7 · Pion noir sur case noire f6 · Tour noire sur case blanche g6 · Pion noir sur case blanche h5 · Pion blanc sur case noire b4 · Roi noir sur case noire a3 · Pion blanc sur case noire c3 · Tour blanche sur case noire e3 · Pion noir sur case blanche a2 · Cavalier blanc sur case noire b2 · Cavalier blanc sur case noire a1 · Roi blanc sur case noire c1 · Cavalier noir sur case blanche f1 | Fou blanc sur case noire f8 · Tour noire sur case noire a7 · Fou noir sur case blanche b7 · Cavalier noir sur case blanche h7 · Pion noir sur case noire f6 · Tour noire sur case blanche g6 · Pion noir sur case blanche h5 · Pion blanc sur case noire b4 · Roi noir sur case noire a3 · Pion blanc sur case noire c3 · Tour blanche sur case noire e3 · Pion noir sur case blanche a2 · Cavalier blanc sur case noire b2 · Cavalier blanc sur case noire a1 · Roi blanc sur case noire c1 · Cavalier noir sur case blanche f1 | 3 |
| 2 | Fou blanc sur case noire f8 · Tour noire sur case noire a7 · Fou noir sur case blanche b7 · Cavalier noir sur case blanche h7 · Pion noir sur case noire f6 · Tour noire sur case blanche g6 · Pion noir sur case blanche h5 · Pion blanc sur case noire b4 · Roi noir sur case noire a3 · Pion blanc sur case noire c3 · Tour blanche sur case noire e3 · Pion noir sur case blanche a2 · Cavalier blanc sur case noire b2 · Cavalier blanc sur case noire a1 · Roi blanc sur case noire c1 · Cavalier noir sur case blanche f1 | Fou blanc sur case noire f8 · Tour noire sur case noire a7 · Fou noir sur case blanche b7 · Cavalier noir sur case blanche h7 · Pion noir sur case noire f6 · Tour noire sur case blanche g6 · Pion noir sur case blanche h5 · Pion blanc sur case noire b4 · Roi noir sur case noire a3 · Pion blanc sur case noire c3 · Tour blanche sur case noire e3 · Pion noir sur case blanche a2 · Cavalier blanc sur case noire b2 · Cavalier blanc sur case noire a1 · Roi blanc sur case noire c1 · Cavalier noir sur case blanche f1 | Fou blanc sur case noire f8 · Tour noire sur case noire a7 · Fou noir sur case blanche b7 · Cavalier noir sur case blanche h7 · Pion noir sur case noire f6 · Tour noire sur case blanche g6 · Pion noir sur case blanche h5 · Pion blanc sur case noire b4 · Roi noir sur case noire a3 · Pion blanc sur case noire c3 · Tour blanche sur case noire e3 · Pion noir sur case blanche a2 · Cavalier blanc sur case noire b2 · Cavalier blanc sur case noire a1 · Roi blanc sur case noire c1 · Cavalier noir sur case blanche f1 | Fou blanc sur case noire f8 · Tour noire sur case noire a7 · Fou noir sur case blanche b7 · Cavalier noir sur case blanche h7 · Pion noir sur case noire f6 · Tour noire sur case blanche g6 · Pion noir sur case blanche h5 · Pion blanc sur case noire b4 · Roi noir sur case noire a3 · Pion blanc sur case noire c3 · Tour blanche sur case noire e3 · Pion noir sur case blanche a2 · Cavalier blanc sur case noire b2 · Cavalier blanc sur case noire a1 · Roi blanc sur case noire c1 · Cavalier noir sur case blanche f1 | Fou blanc sur case noire f8 · Tour noire sur case noire a7 · Fou noir sur case blanche b7 · Cavalier noir sur case blanche h7 · Pion noir sur case noire f6 · Tour noire sur case blanche g6 · Pion noir sur case blanche h5 · Pion blanc sur case noire b4 · Roi noir sur case noire a3 · Pion blanc sur case noire c3 · Tour blanche sur case noire e3 · Pion noir sur case blanche a2 · Cavalier blanc sur case noire b2 · Cavalier blanc sur case noire a1 · Roi blanc sur case noire c1 · Cavalier noir sur case blanche f1 | Fou blanc sur case noire f8 · Tour noire sur case noire a7 · Fou noir sur case blanche b7 · Cavalier noir sur case blanche h7 · Pion noir sur case noire f6 · Tour noire sur case blanche g6 · Pion noir sur case blanche h5 · Pion blanc sur case noire b4 · Roi noir sur case noire a3 · Pion blanc sur case noire c3 · Tour blanche sur case noire e3 · Pion noir sur case blanche a2 · Cavalier blanc sur case noire b2 · Cavalier blanc sur case noire a1 · Roi blanc sur case noire c1 · Cavalier noir sur case blanche f1 | Fou blanc sur case noire f8 · Tour noire sur case noire a7 · Fou noir sur case blanche b7 · Cavalier noir sur case blanche h7 · Pion noir sur case noire f6 · Tour noire sur case blanche g6 · Pion noir sur case blanche h5 · Pion blanc sur case noire b4 · Roi noir sur case noire a3 · Pion blanc sur case noire c3 · Tour blanche sur case noire e3 · Pion noir sur case blanche a2 · Cavalier blanc sur case noire b2 · Cavalier blanc sur case noire a1 · Roi blanc sur case noire c1 · Cavalier noir sur case blanche f1 | Fou blanc sur case noire f8 · Tour noire sur case noire a7 · Fou noir sur case blanche b7 · Cavalier noir sur case blanche h7 · Pion noir sur case noire f6 · Tour noire sur case blanche g6 · Pion noir sur case blanche h5 · Pion blanc sur case noire b4 · Roi noir sur case noire a3 · Pion blanc sur case noire c3 · Tour blanche sur case noire e3 · Pion noir sur case blanche a2 · Cavalier blanc sur case noire b2 · Cavalier blanc sur case noire a1 · Roi blanc sur case noire c1 · Cavalier noir sur case blanche f1 | 2 |
| 1 | Fou blanc sur case noire f8 · Tour noire sur case noire a7 · Fou noir sur case blanche b7 · Cavalier noir sur case blanche h7 · Pion noir sur case noire f6 · Tour noire sur case blanche g6 · Pion noir sur case blanche h5 · Pion blanc sur case noire b4 · Roi noir sur case noire a3 · Pion blanc sur case noire c3 · Tour blanche sur case noire e3 · Pion noir sur case blanche a2 · Cavalier blanc sur case noire b2 · Cavalier blanc sur case noire a1 · Roi blanc sur case noire c1 · Cavalier noir sur case blanche f1 | Fou blanc sur case noire f8 · Tour noire sur case noire a7 · Fou noir sur case blanche b7 · Cavalier noir sur case blanche h7 · Pion noir sur case noire f6 · Tour noire sur case blanche g6 · Pion noir sur case blanche h5 · Pion blanc sur case noire b4 · Roi noir sur case noire a3 · Pion blanc sur case noire c3 · Tour blanche sur case noire e3 · Pion noir sur case blanche a2 · Cavalier blanc sur case noire b2 · Cavalier blanc sur case noire a1 · Roi blanc sur case noire c1 · Cavalier noir sur case blanche f1 | Fou blanc sur case noire f8 · Tour noire sur case noire a7 · Fou noir sur case blanche b7 · Cavalier noir sur case blanche h7 · Pion noir sur case noire f6 · Tour noire sur case blanche g6 · Pion noir sur case blanche h5 · Pion blanc sur case noire b4 · Roi noir sur case noire a3 · Pion blanc sur case noire c3 · Tour blanche sur case noire e3 · Pion noir sur case blanche a2 · Cavalier blanc sur case noire b2 · Cavalier blanc sur case noire a1 · Roi blanc sur case noire c1 · Cavalier noir sur case blanche f1 | Fou blanc sur case noire f8 · Tour noire sur case noire a7 · Fou noir sur case blanche b7 · Cavalier noir sur case blanche h7 · Pion noir sur case noire f6 · Tour noire sur case blanche g6 · Pion noir sur case blanche h5 · Pion blanc sur case noire b4 · Roi noir sur case noire a3 · Pion blanc sur case noire c3 · Tour blanche sur case noire e3 · Pion noir sur case blanche a2 · Cavalier blanc sur case noire b2 · Cavalier blanc sur case noire a1 · Roi blanc sur case noire c1 · Cavalier noir sur case blanche f1 | Fou blanc sur case noire f8 · Tour noire sur case noire a7 · Fou noir sur case blanche b7 · Cavalier noir sur case blanche h7 · Pion noir sur case noire f6 · Tour noire sur case blanche g6 · Pion noir sur case blanche h5 · Pion blanc sur case noire b4 · Roi noir sur case noire a3 · Pion blanc sur case noire c3 · Tour blanche sur case noire e3 · Pion noir sur case blanche a2 · Cavalier blanc sur case noire b2 · Cavalier blanc sur case noire a1 · Roi blanc sur case noire c1 · Cavalier noir sur case blanche f1 | Fou blanc sur case noire f8 · Tour noire sur case noire a7 · Fou noir sur case blanche b7 · Cavalier noir sur case blanche h7 · Pion noir sur case noire f6 · Tour noire sur case blanche g6 · Pion noir sur case blanche h5 · Pion blanc sur case noire b4 · Roi noir sur case noire a3 · Pion blanc sur case noire c3 · Tour blanche sur case noire e3 · Pion noir sur case blanche a2 · Cavalier blanc sur case noire b2 · Cavalier blanc sur case noire a1 · Roi blanc sur case noire c1 · Cavalier noir sur case blanche f1 | Fou blanc sur case noire f8 · Tour noire sur case noire a7 · Fou noir sur case blanche b7 · Cavalier noir sur case blanche h7 · Pion noir sur case noire f6 · Tour noire sur case blanche g6 · Pion noir sur case blanche h5 · Pion blanc sur case noire b4 · Roi noir sur case noire a3 · Pion blanc sur case noire c3 · Tour blanche sur case noire e3 · Pion noir sur case blanche a2 · Cavalier blanc sur case noire b2 · Cavalier blanc sur case noire a1 · Roi blanc sur case noire c1 · Cavalier noir sur case blanche f1 | Fou blanc sur case noire f8 · Tour noire sur case noire a7 · Fou noir sur case blanche b7 · Cavalier noir sur case blanche h7 · Pion noir sur case noire f6 · Tour noire sur case blanche g6 · Pion noir sur case blanche h5 · Pion blanc sur case noire b4 · Roi noir sur case noire a3 · Pion blanc sur case noire c3 · Tour blanche sur case noire e3 · Pion noir sur case blanche a2 · Cavalier blanc sur case noire b2 · Cavalier blanc sur case noire a1 · Roi blanc sur case noire c1 · Cavalier noir sur case blanche f1 | 1 |
|   | a | b | c | d | e | f | g | h |   |